# Christopher Coke
Michael Christopher Coke, detto Dudus (Kingston, 13 marzo 1969), è un criminale giamaicano.

## Biografia
Considerato uno dei più pericolosi signori della droga in circolazione dai resoconti del dipartimento di Giustizia degli Stati Uniti, è figlio del più noto criminale e narcotrafficante Lester Lloyd Coke.
È a capo di Shower Posse, una banda di narcotrafficanti originatasi in Giamaica e in seguito ramificatasi in alcune metropoli americane, tra le quali principalmente New York City.
Coke detiene anche un certo potere politico a livello locale, dove è infatti un sostenitore del Partito Laburista Giamaicano e con il quale ha diversi legami nel sistema d'elettorato, nonché controllore di diversi quartieri periferici di Kingston. Una parte dell'opinione pubblica considera Coke una persona importante per la comunità dal momento che ha contribuito a favorire l'educazione nei giovani e sostentato le famiglie più in difficoltà , affiancandolo a Gesù e a figure mitizzate nell'immaginario collettivo come Robin Hood e Pablo Escobar.

### Richiesta d'estradizione e gli scontri del maggio 2010
Nel 2009 gli Stati Uniti hanno fatto richiesta d'estradizione al governo giamaicano per processare Coke dei crimini commessi da lui e la sua banda fuori dalla sua nazione nativa. Il primo ministro del governo in carica, nonché capo del Partito Laburista, Bruce Golding, ha rifiutato di concedere d'estradarlo sulla base di prove che sosterrebbero l'uso di intercettazioni senza mandato per incastrare la persona di Coke, quindi in maniera illegale. La situazione provocò un gelo tra i due Paesi, fino a che il 17 maggio il governo giamaicano approvò il mandato d'estradizione per gli Stati Uniti perché unica maniera per ottenere il prestito di 1,27 miliardi $ del Fondo Monetario Internazionale bloccato fino ad allora a causa dei rapporti intergovernativi.

A seguito di ciò, la banda di Coke ha iniziato una violenta rappresaglia con armi da fuoco e lanci di bombe a Kingston, nonostante la contrarietà del narcotrafficante a fare uso della violenza per aggiustare la situazione. Gli scontri hanno provocato la dura reazione del governo che ha annunciato lo spiegamento di forze per contrastare l'ondata criminosa portata dalla banda e intanto promulgato lo stato d'emergenza per due quartieri messi a ferro a fuoco nella capitale evacuando tra i residenti, donne e bambini.

### Latitanza
Capo indiscusso dei quartieri Tivoli Gardens e Denham Town, si è pensato che negli anni della latitanza abbia risieduto proprio in una di queste aree di West Kingston, dove dalla popolazione è considerato una persona importante per la comunità e per questo protetto da qualsiasi azione di infiltrazione delle autorità nelle zone. Comunque, dopo l'esplosione della rivolta a Kingston causata dalla richiesta di estradizione, il ministro dell'Interno giamaicano, Darykl Vaz, ha espresso il proprio parere secondo cui l'uomo sarebbe fuggito all'estero probabilmente coperto dalla rilevanza e della copertura ottenute dagli scontri.
Nel giugno 2010 le autorità giamaicane annunciano l'arresto di Coke, avvenuto a Saint Catherine Parish: l'uomo era travestito da donna con tanto di parrucca, ma è stato comunque individuato e catturato.